# Planinarstvo u 1974.
◄◄ | ◄ | 1971. | 1972. | 1973. | 1974.  | 1975. | 1976. | 1977. | ► | ►►
Arhitektura • Astronautika • Astronomija • Biologija • Film • Fotografija • Glazba • Kazalište • Kemija • Kiparstvo • Knjige • Književnost • Kršćanstvo • Meteorologija • Medicina • Planinarstvo • Politika • Pravo • Promet • Slikarstvo • Strip • Šport • Televizija • Znanost • Zrakoplovstvo • Željeznički promet
Planinarstvo u 1974.

## Svijet

### Događaji
- 24. srpnja – Nesreća hrvatskih alpinista na Kavkazu 1974.

## Vanjske poveznice
|  | Zajednički poslužitelj ima još gradiva o temi Planinarstvo |